# Złoty Glob dla najlepszego aktora drugoplanowego w serialu, miniserialu lub filmie telewizyjnym
Złoty Glob dla najlepszego aktora w serialu, miniserialu lub filmie telewizyjnym to kategoria Złotych Globów, przyznawana od 1970 roku przez Hollywoodzkie Stowarzyszenie Prasy Zagranicznej. Jest przyznawana aktorom, odgrywającym role drugoplanowe, grających w serialach, miniserialach lub filmach telewizyjnych.
Laureaci są zaznaczeni pogrubionym drukiem. Obok nich podane są role, za jaką otrzymali nagrodę.

## 2000–2009
| 2000 | 2001 |
| --- | --- |
| - Robert Downey Jr. – Ally McBeal jako Larry Paul - Sean Hayes – Will & Grace jako Jack McFarland - John Mahoney – Frasier jako Martin Crane - David Hyde Pierce – Frasier jako Niles Crane - Christopher Plummer – Amerykańska tragedia jako F. Lee Bailey - Bradley Whitford – Prezydencki poker jako Josh Lyman | - Stanley Tucci – Teoria spisku jako Adolf Eichmann - John Corbett – Seks w wielkim mieście jako Aidan Shaw - Sean Hayes – Will & Grace jako Jack McFarland - Ron Livingston – Kompania braci jako Lewis Nixon - Bradley Whitford – Prezydencki poker jako Josh Lyman                            |
| 2002 | 2003 |
| - Donald Sutherland – Na ścieżce wojennej jako Clark M. Clifford - Alec Baldwin – Na ścieżce wojennej jako Robert McNamara - Jim Broadbent – Wzbierająca burza jako Desmond Morton - Bryan Cranston – Zwariowany świat Malcolma jako Hal Wilkerson - Sean Hayes – Will & Grace jako Jack McFarland - Dennis Haysbert – 24 godziny jako David Palmer - Michael Imperioli – Rodzina Soprano jako Christopher Moltisanti - John Spencer – Prezydencki poker jako Leo McGarry - Bradley Whitford – Prezydencki poker jako Josh Lyman | - Jeffrey Wright – Anioły w Ameryce jako Belize - Sean Hayes – Will & Grace jako Jack McFarland - Lee Pace – Dziewczyna żołnierza jako Calpernia Addams - Ben Shenkman – Anioły w Ameryce jako Louis Ironson - Patrick Wilson – Seks w wielkim mieście jako Joe Pitt                             |
| 2004 | 2005 |
| - William Shatner – Orły z Bostonu jako Denny Crane - Sean Hayes – Will & Grace jako Jack McFarland - Michael Imperioli – Rodzina Soprano jako Christopher Moltisanti - Jeremy Piven – Ekipa jako Ari Gold - Olivier Platt – Huff jako Russell Tupper | - Paul Newman – Empire Falls jako Max Roby - Naveen Andrews – Zagubieni jako Sayid Jarrah - Jeremy Piven – Ekipa jako Ari Gold - Randy Quaid – Elvis – Zanim został królem jako pułkownik Tom Parker - Donald Sutherland – Pani prezydent jako Nathan Templeton                                  |
| 2006 | 2007 |
| - Jeremy Irons – Elżbieta I jako Robert Dudley, 1. hrabia Leicester - Thomas Haden Church – Przerwany szlak jako Tom Harte - Justin Kirk – Trawka jako Andy Botwin - Masi Oka – Herosi jako Hiro Nakamura - Jeremy Piven – Ekipa jako Ari Gold | - Jeremy Piven – Ekipa jako Ari Gold - Ted Danson – Układy jako Arthur Frobisher - Kevin Dillon – Ekipa jako Johnny „Drama” Chase - Andy Serkis – Lonford jako Ian Brady - William Shatner – Orły z Bostonu jako Denny Crane - Donald Sutherland – Seks, kasa i kłopoty jako Patrick Darling III |
| 2008 | 2009 |
| - Tom Wilkinson – John Adams jako Benjamin Franklin - Neil Patrick Harris – Jak poznałem waszą matkę jako Barney Stinson - Denis Leary – Decydujący głos jako Michael Whouley - Jeremy Piven – Ekipa jako Ari Gold - Blair Underwood – In Treatment jako Alex | - John Lithgow – Dexter jako Arthur Mitchell - Michael Emerson – Zagubieni jako Benjamin Linus - Neil Patrick Harris – Jak poznałem waszą matkę jako Barney Stinson - William Hurt – Układy jako Daniel Purcell - Jeremy Piven – Ekipa jako Ari Gold                                             |

## 2010–2019
| 2010 | 2011 |
| --- | --- |
| - Chris Colfer – Glee jako Kurt Hummel - Scott Caan – Hawaii Five-0 jako Danny Williams - Chris Noth – Żona idealna jako Peter Florrick - Eric Stonestreet – Współczesna rodzina jako Cameron Tucker - David Strathairn – Temple Grandin jako dr Carlock | - Peter Dinklage – Gra o tron jako Tyrion Lannister - Paul Giamatti – Zbyt wielcy, by upaść jako Ben Bernanke - Guy Pearce – Mildred Pierce jako Monty Beragon - Tim Robbins – Cinema Verite jako Bill Loud - Eric Stonestreet – Współczesna rodzina jako Cameron Tucker                      |
| 2012 | 2013 |
| - Ed Harris – Zmiana w grze jako John McCain - Max Greenfield – Jess i chłopaki jako Schmidt - Danny Huston – Żona idealna jako Ben „The Butcher” Diamond - Mandy Patinkin – Homeland jako Saul Berenson - Eric Stonestreet – Współczesna rodzina jako Cameron Tucker                                                                                       | - Jon Voight – Ray Donovan jako Mickey Donovan - Josh Charles – Żona idealna jako Will Gardner - Rob Lowe – Wielki Liberace jako dr Jack Startz - Aaron Paul – Breaking Bad jako Jesse Pinkman - Corey Stoll – House of Cards jako Peter Russo                                                |
| 2014 | 2015 |
| - Matt Bomer – Odruch serca jako Felix Turner - Alan Cumming – Żona idealna jako Eli Gold - Colin Hanks – Fargo jako Oficer Gus Grimly - Bill Murray – Olive Kitteridge jako Jack Kennison - Jon Voight – Ray Donovan jako Mickey Donovan | - Christian Slater – Mr. Robot jako Mr. Robot / Edward Alderson - Alan Cumming – Żona idealna jako Eli Gold - Damian Lewis – Wolf Hall jako Henryk VIII Tudor - Ben Mendelsohn – Bloodline jako Danny Rayburn - Tobias Menzies – Outlander jako Frank Randall / Jonathan „Black Jack” Randall |
| 2016 | 2017 |
| - Hugh Laurie – Nocny recepcjonista jako Richard Onslow Roper - Sterling K. Brown – American Crime Story: Sprawa O.J. Simpsonsa jako Christopher Darden - John Lithgow – The Crown jako Winston Churchill - Christian Slater – Mr. Robot jako Mr. Robot / Edward Alderson - John Travolta – American Crime Story: Sprawa O.J. Simpsonsa jako Robert Shapiro | |

## Wielokrotni zwycięzcy w tej kategorii
| Statystyka                          | Aktor        | Łącznie | Lata                               |
| ----------------------------------- | ------------ | ------- | ---------------------------------- |
| Najczęściej wygrywający             | Edward Asner | 3       | 1972, 1976, 1977                   |
| Najczęściej nominowany              | Jeremy Piven | 6       | 2004, 2005, 2006, 2007, 2008, 2009 |
| Najczęściej nominowany bez wygranej | Sean Hayes   | 6       | 1999, 2000, 2001, 2002, 2003, 2004 |

Najczęściej zwyciężający:
- 3 wygrane
  - Edward Asner (1971, 1975, 1976)
- 2 wygrane
  - James Brolin (1970, 1972)
  - Vic Tayback (1979, 1980)
  - Donald Sutherland (1994, 2001)